# Mitsoudjé-Troumbeni
Mitsoudjé-Troumbeni este un oraș în Comore, în  insula autonomă Grande Comore. În 2012 avea o populație de 5004, iar la recensământul din 1991 avea 2946 locuitori.